# Studenckie Komitety Solidarności
Studenckie Komitety Solidarności (SKS) – opozycyjne organizacje studenckie działające w Polsce w drugiej połowie lat 70. XX wieku, w Krakowie, Warszawie, Gdańsku, Poznaniu, Wrocławiu i Szczecinie.

## Historia
Pierwszy SKS powstał 15 maja 1977 w Krakowie, kolejne – w Warszawie (20 października 1977), Gdańsku (5 listopada 1977), Poznaniu (15 listopada 1977), Wrocławiu (14 grudnia 1977) i w Szczecinie (10 maja 1978). Komitety uczestniczyły w niezależnym, jawnym ruchu obrony praw człowieka, inspirowanym przede wszystkim przez Komitet Samoobrony Społecznej „KOR” (w szczególności Kraków, Warszawa, Poznań, Wrocław) oraz Ruch Obrony Praw Człowieka i Obywatela (w szczególności Gdańsk i Szczecin).
Do najbardziej aktywnych należały SKS w Krakowie i Wrocławiu, w drugiej kolejności w Poznaniu i Gdańsku. SKS warszawski nie rozwinął działalności odrębnej od KSS „KOR”, natomiast komitet szczeciński nie podjął ostatecznie szerszej działalności. Komitety prowadziły działalność niezależnie od siebie, wspólną inicjatywą było wydawane w 1977 pismo Indeks.

### Komitety
- Studencki Komitet Solidarności w Krakowie
- Studencki Komitet Solidarności we Wrocławiu
- Studencki Komitet Solidarności w Poznaniu
- Studencki Komitet Solidarności w Gdańsku
- Studencki Komitet Solidarności w Warszawie
- Studencki Komitet Solidarności w Szczecinie